# Jasmine Paolini
Pour les articles homonymes, voir Paolini.
Jasmine Paolini (en italien : [d͡ʒas'min paoˈlini]), née le 4 janvier 1996 à Castelnuovo di Garfagnana en Italie, est une joueuse de tennis italienne, professionnelle depuis 2012.
En simple, elle a remporté 3 titres sur le circuit WTA et atteint 6 autres finales (dont Roland-Garros et Wimbledon en 2024). En double, elle a gagné 9 tournois, dont la médaille d'or olympique aux Jeux de Paris en 2024 et Roland-Garros 2025, et elle a atteint 3 autres finales. En équipe nationale, elle participe à la victoire de l'Italie lors de la Coupe Billie Jean King en 2024.

## Biographie

### Débuts et premières saisons
Jasmine Paolini  née le 4 janvier 1996 à Castelnuovo di Garfagnana est la fille d'un père italien et d'une mère d'origine ghanéenne et polonaise.
Élevée à Bagni di Lucca, entre Carrare, Garfagnana et Forte dei Marmi, elle pratiquait la natation avant de se tourner vers le tennis.
En 2015, Jasmine Paolini se voit attribuer une invitation aux Internazionali d'Italia en double en partenariat avec Nastassja Burnett mais elles s'inclinent dès le premier tour.
Elle est membre de l'équipe d'Italie de Fed Cup depuis 2017 et a notamment participé aux rencontres de barrages en 2018 contre la Belgique. En juin 2017, alors classée 200e mondiale, elle se révèle en remportant le tournoi de Marseille face à Tatjana Maria.
Le 1er mai 2018, au tournoi de Prague, elle remporte sa première victoire sur une joueuse du top 20, Daria Kasatkina, et le lendemain, elle s'impose face à Anna Karolína Schmiedlová.
Au 11 novembre 2019, elle a remporté huit titres en simple et un titre en double sur le circuit féminin ITF.
Elle se distingue au cours de la saison 2019, atteignant les quarts de finale des tournois de Palerme et Canton, les demi-finales à Karlsruhe et Shenzhen, ainsi que la finale du tournoi ITF de Tokyo fin novembre. Ce résultat lui permet de se classer au 96e rang mondial, intégrant pour la première fois le « top 100 » et devenant par la même occasion la no 1 italienne du moment, devant Camila Giorgi,.

### 2020: convocation en Fed Cup
En 2020, elle est convoquée en équipe d'Italie pour la Fed Cup. Dans une année particulière, marquée par la pandémie de Covid-19, elle ne remporte que cinq matchs. Elle s'incline alors en qualifications à Shenzhen puis encaisse quatre défaites consécutives à Adelaïde (contre la 239e Coco Vandeweghe), Dubaï, Monterrey et l'Open d'Australie, qu'elle dispute pour la première fois de sa vie (défaite contre Anna Blinkova). Elle renverse dans son pays natal la terrienne Daria Kasatkina à Palerme (5-7, 6-4, 6-4) puis ne gagne que deux jeux contre la qualifiée Aliaksandra Sasnovich (0-6, 2-6).
Elle échoue à se qualifier en août à Cincinnati, puis s'incline au premier tour de l'US Open contre la Française Caroline Garcia (3-6, 2-6). Elle atteint le second tour à Istanbul puis dispute et gagne son premier match dans le tableau final d'un Premier 5 à Rome contre la Lettone Anastasija Sevastova (6-2, 6-3). Elle perd logiquement au tour suivant face à la numéro deux mondiale Simona Halep (3-6, 4-6). Elle remporte une semaine plus tard son premier match en Majeur à Roland Garros face à l'Espagnole Aliona Bolsova, huitième de finaliste l'année passée (6-4, 6-3) et s'incline au tour suivant contre la Tchèque Petra Kvitová, futur demi-finaliste du tournoi (3-6, 3-6). Elle subit deux nouvelles défaites en fin de saison, en qualifications à Ostrava et au premier tour de Linz contre la Biélorusse Aryna Sabalenka, alors aux portes du Top 10 (4-6, 4-6).

### 2021-2022: premier titre à Portoroz, première victoire sur une Top 10
Elle commence l'année par une défaite au premier tour d'Abu Dhabi contre la Canadienne Leylah Fernandez (4-6, 2-6), finaliste en fin de saison à l'US Open, puis remporte deux matchs consécutifs pour la première fois depuis plus d'un an à Melbourne contre une autre Canadienne Rebecca Marino (7-6, 6-3) et face à la Chinoise Wang Qiang (3-6, 7-5, 6-4) puis perd contre la Tchèque Karolína Muchová, demi-finaliste à l'Open d'Australie deux semaines plus tard (2-6, 6-4, 4-6). Elle s'incline pour la premier Grand Chelem de l'année assez sèchement au premier tour contre une autre Tchèque, Karolína Plíšková (0-6, 2-6), sixième joueuse mondiale et qui disputera la finale de Wimbledon cette année là.
Elle sort fin février des qualifications à Adelaïde pour jouer la très jeune Coco Gauff, qualifiée elle aussi qui la bat difficilement (4-6, 7-6, 2-6). Après une tournée américaine mitigée, constituée de deux second tour à Bogota et Monterrey et d'une défaite dans les qualifications à Miami, elle retourne en Europe mi-avril disputer la tournée sur ocre. De nouveau battue en qualifications à Madrid, elle rebondit à l'Open de Saint-Malo et remporte tous ses matchs jusqu'en finale où elle s'incline contre la Suissesse Viktorija Golubic (1-6, 3-6). Il s'agit alors de sa première finale en WTA 125. Elle est sortie à Parme par l'Américaine Amanda Anisimova (2-6, 1-6) puis comme l'année dernière, passe au deuxième tour de Roland Garros à la faveur d'une victoire sur la qualifiée Stefanie Vögele (7-5, 6-1). Elle perd contre la Grecque María Sákkari, future demi-finaliste (2-6, 3-6) et qui battra au cours de cette édition la Polonaise Iga Świątek, infligeant à cette dernière sa seule défaite Porte d'Auteuil de 2020 à 2023.
Elle joue la deuxième semaine à Bol en Croatie et parvient à remporter le tournoi contre la Néerlandaise Arantxa Rus (6-2, 7-6), sa première victoire en WTA 125 sur le circuit. Son classement lui permet fin juin de disputer pour la première fois de sa vie le tournoi de Wimbledon où elle est battue par l'Allemande Andrea Petkovic, ancienne demi-finaliste (4-6, 3-6). Elle subit deux nouvelles défaite contre des joueuse classées hors du Top 100 à Hambourg (contre Ana Konjuh) et à Lausanne (contre Natalia Vikhlyantseva) puis repart en été pour les États-Unis. Elle sort pour la première fois des qualifications à Cincinnati mais perd dès le premier tour contre la Russe Veronika Kudermetova (3-6, 2-6) puis enchaîne un second tour à Chicago. Elle profite d'un bon tirage à New York pour gagner son premier match à l'US Open contre la Kazakh Yaroslava Shvedova, 453e mondiale (6-3, 6-4) puis s'incline contre l'ancienne numéro une Victoria Azarenka (3-6, 6-7), finaliste l'année passée.

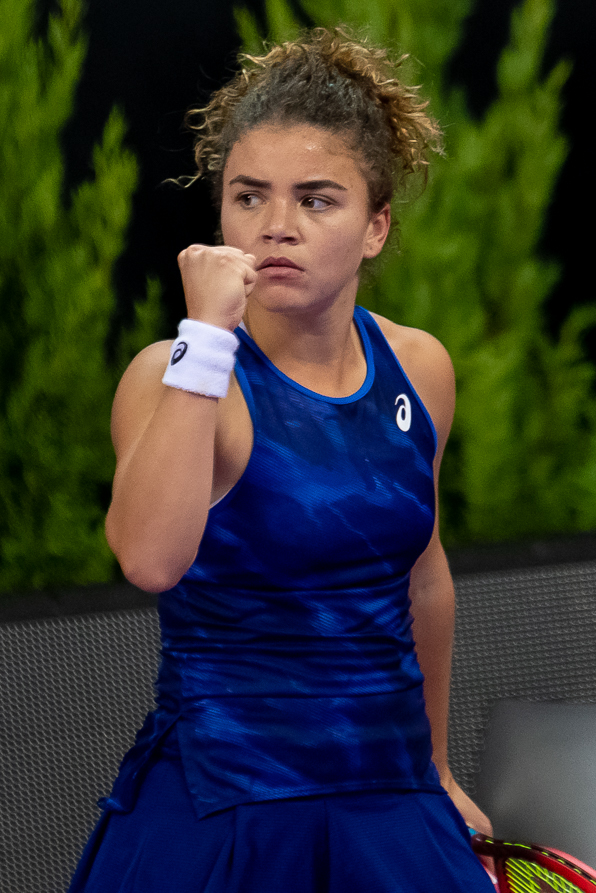
Jasmine Paolini au tournoi de Cluj en 2022.

Elle repart en l'espace d'une semaine de septembre jouer le WTA 125 de Portoroz en Slovénie. Grâce à l'abandon de l'Ukrainienne Dayana Yastremska (7-6, 4-1 ab.) et de victoires sur Anna Kalinskaya (6-3, 6-2), sur la Roumaine Sorana Cîrstea (6-4, 4-6, 6-1), la tête de série deux Yulia Putintseva (1-6, 6-3, 6-4) et sur l'Américaine Alison Riske (7-6, 6-2) en finale, elle s'adjuge son premier WTA 250 en carrière. En dépit d'une défaite au premier tour de Chicago contre l'invitée locale Hailey Baptiste, 174e mondiale (5-7, 3-6), elle continue d'enchaîner les bons résultats en cette fin de saison. Elle est repêchée à Indian Wells et remporte une victoire sur la qualifiée Mai Hontama (6-0, 3-6, 6-2) et sa plus belle victoire en carrière jusqu'alors contre la dix-huitième joueuse mondiale, Elise Mertens (3-6, 6-4, 6-4) pour atteindre pour la première fois de sa carrière le troisième tour d'un WTA 1000. Elle s'incline alors contre la locale Jessica Pegula (4-6, 1-6). 
Revenue en Italie fin octobre, elle remporte deux victoires à Courmayeur sur ses compatriotes Martina Di Giuseppe (6-4, 6-1) et Lucrezia Stefanini (6-4, 7-5) ainsi que sur l'Ukrainienne Dayana Yastremska (6-4, 7-6) pour le seconde fois de la saison. Elle s'arrête aux portes de la finale contre la Croate Donna Vekić, n'inscrivant que deux jeux (2-6, 0-6). Elle termine sa saison par une troisième victoire sur Dayana Yastremska (6-4, 3-6, 6-2) à Linz, une autre sur la Chinoise Zheng Saisai (6-1, 2-6, 6-4) et un quart de finale perdu contre la Roumaine Simona Halep (6-4, 5-7, 0-6) qui la renverse.
Elle commence la saison 2022 par un deuxième tour perdu contre une autre Roumaine, Irina-Camelia Begu (6-3, 2-6, 3-6) après avoir renversé Anna Karolína Schmiedlová (2-6, 6-3, 6-4) à Melbourne. Elle parvient également au second tour à Adelaïde, sortant la qualifiée locale Storm Hunter (7-5, 6-2) et battue par une autre qualifiée, l'Américaine Lauren Davis (6-4, 4-6, 4-6). Elle ne marque que quatre jeux à l'Open d'Australie, défaite par Elena-Gabriela Ruse (1-6, 3-6) qui la sort également du WTA 1000 de Dubaï sur le score inverse (3-6, 1-6) au deuxième tour des qualifications. Elle parvient à gagner une manche contre la Belge Elise Mertens à Doha (3-6, 6-2, 5-7) puis effectue une courte escale en France pour disputer le tournoi de Lyon. Elle renverse difficilement la Roumaine Irina Maria Bara (4-6, 7-5, 6-3) puis écrase l'Allemande Tamara Korpatsch (6-1, 6-2) avant de perdre contre la 140e joueuse mondiale, l'Ukrainienne Dayana Yastremska (4-6, 6-7) en quarts de finale. 
Elle prend part à la tournée américaine et après avoir battu la qualifiée Katie Boulter (6-3, 6-2) au premier tour, elle remporte sa plus belle victoire en carrière jusqu'alors en créant la surprise contre la numéro trois mondiale Aryna Sabalenka, demi-finaliste à Wimbledon et à l'US Open la saison passée (2-6, 6-3, 6-3). Elle n'est pas loin de continuer son parcours mais est stoppée par la Suissesse Viktorija Golubic (5-7, 6-1, 6-7) au troisième tour comme l'année précédente. 
Les mois suivants sont difficiles avec une victoire en sept tournois contre Gabriela Lee, 259e mondiale au premier tour de Charleston (6-2, 6-3), perdant contre Jessica Pegula, qui terminera numéro trois mondiale cette saison-là au tour suivant (2-6, 1-6). Elle essuie ainsi des défaites d'entrée à Miami (ne marquant que trois jeux contre la Russe Ekaterina Alexandrova), Madrid (éliminée par la numéro dix mondiale Ons Jabeur), Rome, Roland-Garros et Wimbledon (face à une double vainqueur du tournoi, Petra Kvitová).
Elle retrouve la victoire début juillet à Contrexeville où elle se hisse en quarts de finale mais s'effondre contre la Hongroise Dalma Gálfi (5-7, 0-6). Après une nouvelle défaite à Lausanne contre Caroline Garcia (3-6, 3-6), qui remporte cette année la Masters, elle parvient en demi-finale dans son pays natal à Palerme. Elle a éliminé pour cela Anna Karolína Schmiedlová (6-3, 6-1), profité du forfait de la Chinoise Zhang Shuai et renversé l'Espagnole Nuria Párrizas Díaz (6-7, 7-5, 6-2). Elle est sortie à ce stade par sa compatriote, Lucia Bronzetti (6-0, 3-6, 3-6).
Elle confirme son regain de forme à Warsaw en Pologne où elle parvient de nouveau en demi-finale, encore battue par Caroline Garcia (1-6, 2-6). Fin août, elle est renversée dès le second tour à Granby au Canada, contre la locale Rebecca Marino (6-4, 1-6, 2-6) puis hérite d'un tirage très compliqué à l'US Open en la personne d'Iga Świątek, numéro une mondiale. Logiquement, elle s'incline (3-6, 0-6) contre la future gagnante du Grand Chelem américain.
Elle revient à Portoroz défendre son titre en Slovénie mais est sortie en quarts de finale par la spécialiste de double Kateřina Siniaková (2-6, 6-3, 6-7). Elle perd un deuxième match de suite à Budapest contre Viktoriya Tomova (6-4, 0-6, 2-6) mais rebondit à Parme où elle arrive jusqu'en quarts de finale. Elle termine l'année en forme, sortant à Cluj les Ukrainiennes Marta Kostyuk (5-7, 6-3, 6-4) et Dayana Yastremska (6-4, 6-1), l'Allemande Jule Niemeier (7-5, 7-5) et la Chinoise Wang Xiyu (7-5, 4-6, 6-3) pout disputer sa deuxième finale en WTA 250, la première en indoor. Confrontée à la surprise Russe qualifiée Anna Blinkova, elle s'incline en trois manches (2-6, 6-3, 2-6).

### 2023: quart de finale à Cincinnati, finales à Palerme et Monastir
Après une élimination dans les qualifications d'Adelaîde 1, elle bat la 790e mondiale Patricia Maria Țig (6-3, 6-1) au premier tour de Hobart mais concède une défaite sèche contre sa compatriote Elisabetta Cocciaretto (1-6, 2-6) au second tour. Elle est éliminée d'entrée à l'Open d'Australie par la Russe Liudmila Samsonova (2-6, 4-6), numéro vingt mondiale, puis parvient en quarts de finale de Lyon début février grâce à deux victoires sur les qualifiées Rebeka Masarova (6-3, 6-2) et la jeune Erika Andreeva (6-2, 6-3) avant de tomber contre la locale Caroline Garcia, numéro cinq mondiale et vainqueur du Masters en fin de saison dernière.
Elle n'arrive pas à sortir des qualifications à Doha mais y parvient à Dubaï. Elle ne gagne cependant que deux jeux contre Madison Keys (1-6, 1-6) au premier tour du tournoi arabique. Sa tournée américaine est ponctuée de deux défaites au premier tour contre Tatjana Maria à Indian Wells (5-7, 1-6) et face à la qualifiée Suédoise 147e mondiale Mirjam Björklund (6-4, 4-6, 4-6) à Miami. Elle perd de nouveau au premier tour à Madrid contre la centième joueuse mondiale au classement WTA Magdalena Fręch (2-6, 3-6) puis retrouve la victoire à Reus en Espagne contre Rebecca Martinez Cirez, 268e (6-2, 6-1) avant de perdre au match suivant contre l'Américaine Elizabeth Mandlik (6-4, 5-7, 2-6). Elle gagne la semaine suivante son premier match en WTA 1000 depuis plus d'un an à Rome face à la Chinoise Wang Xinyu (6-4, 6-7, 6-2) avant de perdre contre la future vainqueur du tournoi Elena Rybakina (6-7, 1-6), finaliste à l'Open d'Australie en début de saison et numéro six (6-7, 1-6). Elle confirme avoir retrouvé ses sensations en remportant un second titre en WTA 125 à Florence dans son pays natal. Elle gagne son premier tour à Roland Garros contre Sorana Cîrstea (7-5, 2-6, 6-2), trentième joueuse mondiale mais ne profite pas d'un second tour ouvert contre la qualifiée Olga Danilović, 105e pour améliorer son meilleur parcours en Grand Chelem (2-6, 5-7).
Elle joue une nouvelle finale en WTA 125 à Makarska en Croatie, qu'elle perd puis s'incline au premier tour des trois tournois sur gazon qu'elle dispute : à Birmingham contre Magda Linette, demi-finaliste à l'Open d'Australie en début de saison (6-3, 5-7, 4-6), à Eastbourne contre la future finaliste de Wimbledon Ons Jabeur (3-6, 2-6) et comme l'année passée contre Petra Kvitová à Wimbledon après avoi offert une belle résistance (4-6, 7-6, 1-6). 
Elle parvient pour la troisième fois de sa carrière en finale à Palerme en 2023 dans son pays natal où tête de série numéro cinq, elle élimine Arantxa Rus (6-4, 5-7, 6-2), l'Ukrainienne Dayana Yastremska (2-6, 6-4, 6-2) ainsi que la onzième joueuse mondiale Daria Kasatkina en quarts de finale (6-4, 4-6, 6-3). Elle bat l'Espagnole Sara Sorribes Tormo (7-6, 6-0) pour atteindre sa première finale sur terre battue. Arrivée à ce stade, elle est contrainte à la défaite par la Chinoise Zheng Qinwen (4-6, 6-4, 1-6), révélation de la saison dernière. Malgré sa défaite d'entrée à Hambourg contre la 225e joueuse mondiale Daria Saville (0-6, 6-7), elle bat la numéro 22 Donna Vekić à l'Open du Canada auquel elle participe pour la première fois de sa carrière, puis profite du forfait de Madison Keys pour jouer les huitièmes de finale. Confrontée à la numéro trois mondiale Jessica Pegula, elle s'incline logiquement (4-6, 0-6) contre la future vainqueur.
Mi-août, elle s'extirpe des qualifications à Cincinnati et s'impose facilement contre Marta Kostyuk (6-2, 6-1) et Cristina Bucșa (6-1, 6-3) pour jouer les huitièmes de finale. Elle y rencontre Elena Rybakina, quatrième joueuse mondiale, qui abandonne en cours de match (4-6, 5-2 ab.) et participe pour la première fois de sa carrière en WTA 1000 à un quart de finale. Opposée à la jeune locale Coco Gauff, septième au classement, elle s'incline logiquement (3-6, 2-6). L'Américaine remportera par ailleurs le tournoi et l'US Open en fin de saison.
Les semaines suivantes la voient échouer au second tour à Cleveland et Guadalajara (contre sa compatriote Martina Trevisan) ainsi qu'au premier tour à l'US Open contre Jeļena Ostapenko (2-6, 6-4, 1-6) et à San Diego. Elle se débarrasse à Pékin de la 19e joueuse mondiale Beatriz Haddad Maia (3-6, 6-4, 6-4) et renverse également Yuan Yue (2-6, 6-3, 6-4) avant de livrer une belle résistance à la numéro une Aryna Sabalenka (4-6, 6-7) en huitièmes de finale.
Preuve de sa progression au classement, elle parvient mi-octobre en demi-finale de Zhengzhou en éliminant successivement la repêchée Uchijima Moyuka (6-2, 6-3), la tête de série numéro six Caroline Garcia (3-6, 6-4, 7-5) puis l'Allemande qualifiée Laura Siegemund (6-0, 7-5) avant de tomber contre la meilleure joueuse Chinoise Zheng Qinwen (2-6, 3-6), future vainqueur. Elle joue la semaine suivante à Monastir et parvient en finale pour la seconde fois de l'année en éliminant la Française Alizé Cornet (6-4, 6-2), l'invité Petra Marčinko (6-4, 3-6, 6-2), sa compatriote Lucia Bronzetti (7-5, 7-6) et l'Ukrainienne Lesia Tsurenko (6-2, 4-6, 6-2). Elle ne gagne cependant que quatre jeux contre la tête de série numéro deux en finale du tournoi tunisien, Elise Mertens, tenante du titre (3-6, 0-6).

### 2024:1ertitreen WTA 1000 à Dubaï, 2 finales en Grand Chelem, entrée dans le Top 5
Début 2024, elle renverse un match à la United Cup contre l'ancienne numéro quatre Caroline Garcia (4-6, 7-5, 6-4) avant d'être battue par l'ancienne numéro une Angelique Kerber qui dispute sa dernière saison sur le circuit (6-4, 7-5) et par la repêchée Cristina Bucșa à Adelaïde (3-6, 3-6). Jasmine Paolini montre sa progression en atteignant pour la première fois de sa carrière le stade des huitièmes de finale en Grand Chelem à l'Open d'Australie. Elle sort ainsi Diana Shnaider (6-3, 6-4) qui joue sa première saison pleine, l'Allemande Tatjana Maria (6-2, 6-3) ainsi qu'une autre Russe, Anna Blinkova, tombeuse de la numéro trois Elena Rybakina au tour précédent (6-4, 7-6), qui comme elle n'a jamais connue la participation à un troisième tour dans le Majeur australien. Elle affronte pour ses premiers huitièmes de finale une autre Russe et novice aussi, Anna Kalinskaya, et s'incline en deux manches (4-6, 2-6).
Défaite en simple dès le premier tour par la Britannique Katie Boulter (2-6, 2-6) à Linz, elle s'impose en double avec sa partenaire Sara Errani. Il s'agit de son troisième titre en double, le premier au niveau WTA 500. Elle enchaîne avec une seconde défaite à Doha contre l'Américaine Emma Navarro (3-6, 5-7) qui terminera l'année dans le Top 10.
Alors qu'elle n'avait jamais atteint les demi-finales d'un WTA 1000, ni même une finale de WTA 500 en simple, elle atteint la finale du tournoi de Dubaï. Elle dispose pour y parvenir des têtes de série numéro 11, renversante contre Beatriz Haddad Maia au premier tour (4-6, 6-4, 6-0) et 8, María Sákkari (6-4, 6-2) ainsi que de la Canadienne ancienne finaliste de l'US Open Leylah Fernandez (6-3, 6-4) et profite du forfait d'Elena Rybakina (4e mondiale) en quart de finale. Elle bat en demi la Roumaine Sorana Cîrstea qui n'a plus connu le dernier carré dans cette catégorie de tournoi depuis dix ans (6-2, 7-6) puis se venge d'Anna Kalinskaya (4-6, 7-5, 7-5) alors qu'elle est menée cinq jeux à trois dans la dernière manche pour remporter son deuxième titre en carrière et accéder alors au Top 15 mondial. Elle enchaîne avec son premier huitième de finale à Indian Wells, ayant sorti de nouveau Tatjana Maria (6-3, 6-3) et voyant un remake de sa finale de Dubaï au troisième tour, confrontée à Anna Kalinskaya. Contre la Russe, elle réussit de nouveau à l'emporter en trois sets (6-3, 3-6, 6-4). Elle cède au tour suivant face à une autre Russe, Anastasia Potapova (5-7, 6-0, 3-6). Elle remporte aussi son premier match à Miami la semaine suivante face à la qualifiée Katie Volynets (7-6, 7-5), s'inclinant pour la deuxième fois de l'année contre la locale Emma Navarro (2-6, 6-3, 0-6) au tour suivant.

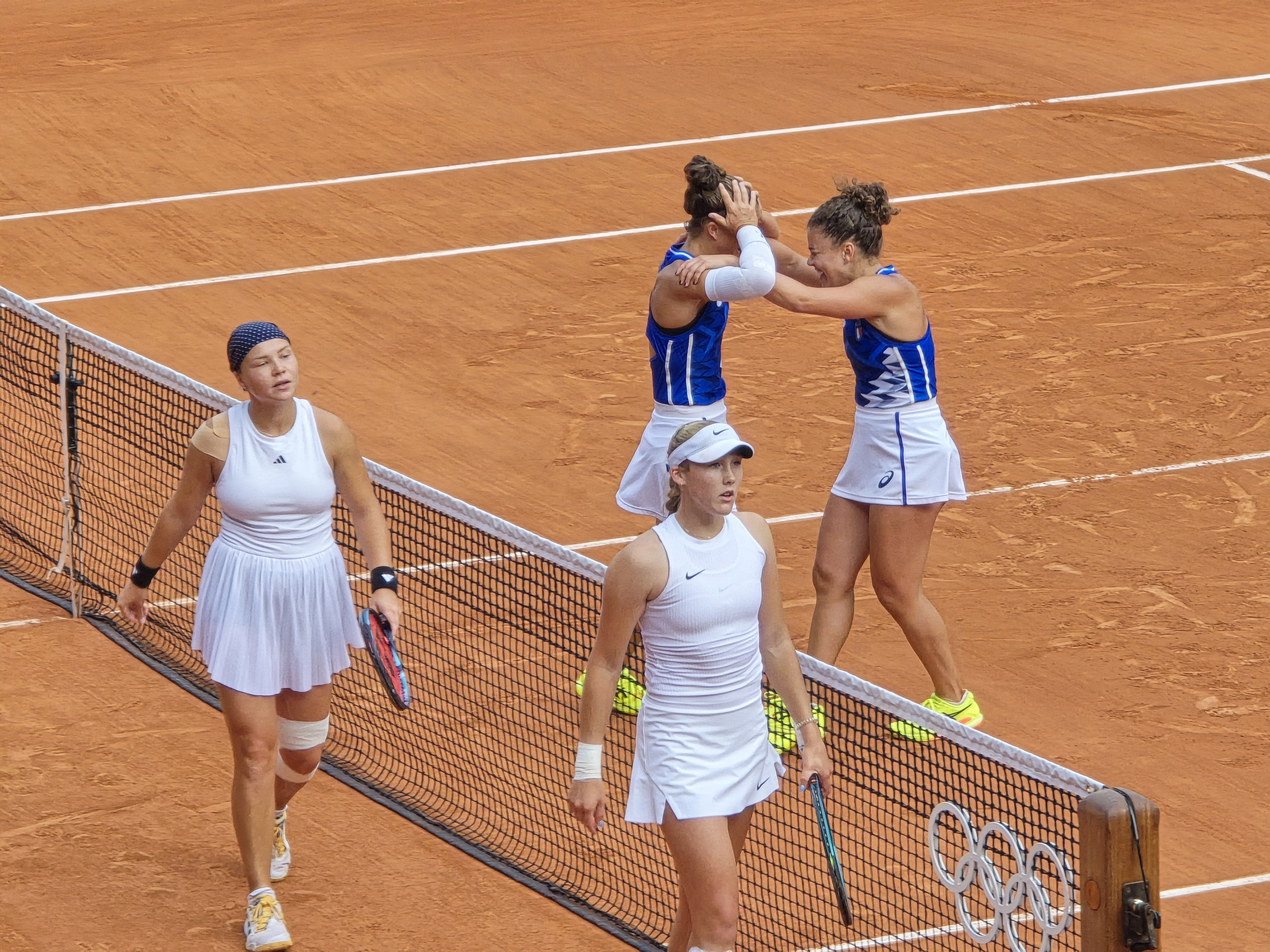
Jasmine Paolini et Sara Errani après la balle de match de la finale des Jeux Olympiques de Paris 2024.

Elle s'envole mi-avril pour le début de la tournée sur ocre, débutant son parcours à Stuttgart par une victoire sur sa compatriote et partenaire de double Sara Errani (6-1, 6-0). Elle s'impose au second tour en deux sets contre la neuvième joueuse mondiale, Ons Jabeur (7-6, 6-4), ce qui constitue sa première victoire sur une Top 10 sur terre battue en carrière. Après une lutte serrée face à Elena Rybakina, numéro quatre au classement WTA, elle est contrainte à la défaite (3-6, 7-5, 3-6) en quarts de finale. Elle remporte son premier match à Madrid fin avril contre l'invitée andorrane Victoria Jiménez Kasintseva (6-0, 6-1) et enchaîne une nouvelle victoire face à l'ancienne numéro quatre Caroline Garcia (6-3, 6-2) avant de sortir contre la très jeune Mirra Andreeva (6-7, 4-6) qui s'était révélée lors de la précédente édition du tournoi. Elle devient douzième joueuse mondiale à l'issue du tournoi. Elle s'envole début mai pour son pays natal et y disputer le WTA 1000 de Rome mais déçoit en s'inclinant dès son entrée en lice contre l'Egyptienne Mayar Sherif en trois manches (6-7, 6-2, 4-6). Elle gagne cependant le tournoi en double en étant associée à Sara Errani.
À Roland-Garros, elle domine en deux sets Daria Saville (6-3, 6-4) puis Hailey Baptiste (6-4, 7-6) et enchaîne par des victoires en trois sets contre l'ancienne numéro quatre Bianca Andreescu (6-1, 3-6, 6-0) et l'Arménienne Elina Avanesyan (4-6, 6-0, 6-1) pour atteindre le premier quart de finale de sa carrière en Grand Chelem. Elle prend à cette occasion sa revanche sur Elena Rybakina en trois manches (6-2, 4-6, 6-4). Retrouvant en demi-finale Mirra Andreeva, qui comme Paolini n'a précédemment jamais atteint ce stade de la compétition en Grand Chelem, l'Italienne gère mieux ses émotions que la Russe, l'emporte en deux manches (6-3, 6-1) et se qualifie pour la finale où elle affronte la double tenante du titre Iga Świątek. La rencontre voit l'Italienne se détacher initialement dans le premier set en faisant le break pour mener 2-1, break perdu dès le jeu suivant, le premier de dix jeux consécutifs inscrits par Iga Świątek qui remporte le titre après une victoire 6-2, 6-1. Paolini est également finaliste du double dames, associée à Sara Errani. Après le tournoi, Paolini intègre pour la première fois le top 10 mondial en simple en étant septième.
Elle étrenne son nouveau statut de Top 10 en profitant de l'abandon de la Belge Elise Mertens à Eastbourne (5-2 ab.) et en sortant notamment la locale Katie Boulter, vainqueur à Nottingham il y a quelques semaines (6-1, 7-6) avant d'être renversée par la Russe Daria Kasatkina (6-3, 5-7, 3-6), finaliste du tournoi l'année précédente. Elle remporte quelques jours plus tard son premier match à Wimbledon contre l'Espagnole Sara Sorribes Tormo (7-5, 6-3), puis enchaîne deux victoires contre la Belge Greet Minnen (7-6, 6-2) et comme à Paris la Canadienne Bianca Andreescu (7-6, 6-1). Elle profite au terme d'un match serré de l'abandon de l'Américaine Madison Keys, quart de finaliste la saison passée (6-3, 6-7, 5-5 ab.) puis domine Emma Navarro (6-2, 6-1), novice à ce stade elle aussi, pour la première fois en quatre confrontations en quarts de finale. Elle profite d'un tableau ouvert et rencontre la Croate Donna Vekić qui dispute sa première demi-finale en Grand Chelem. L'Italienne renverse le cours du jeu (2-6, 6-4, 7-6), sauve deux balles de match et s'impose difficilement pour jouer sa deuxième finale de Grand Chelem, devenant la première joueuse de son pays à participer à la finale au Temple. Elle est opposée à une Tchèque, Barbora Krejčíková surprise de cette édition 2024 mais ancienne numéro deux mondiale et ancienne lauréate à Roland Garros. Dans un match tendu, elle s'incline (2-6, 6-2, 4-6), laissant son adversaire remporter son deuxième titre en Grand Chelem. Malgré la défaite, l'Italienne intègre pour la première fois de sa vie le Top 5 à l'issue du tournoi. Lors des Jeux olympiques de Paris, elle est éliminée en simple en huitièmes de finale par Anna Karolína Schmiedlová après avoir servi pour le gain de la rencontre après deux victoires sur Ana Bogdan (7-5, 6-3) et Magda Linette (6-4, 6-1) avant de remporter la médaille d'or du double dames avec sa compatriote Sara Errani face à Mirra Andreeva et Diana Shnaider (2-6, 6-1, [10-7]).
Pour son début de tournée américaine, à Cincinnati, elle joue deux Russes, Anastasia Potapova qu'elle bat (7-6, 6-3) et la jeune Mirra Andreeva qui prend sa revanche de la demi-finale de Roland Garros (6-3, 3-6, 2-6). Lors de l'US Open, elle est battue en huitième de finale en simple par Karolína Muchová (6-3, 6-3), demi-finaliste l'année passée. Elle s'était auparavant défaite de l'ancienne lauréate Bianca Andreescu (6-7, 6-2, 6-4), de l'ancienne numéro une Karolína Plíšková (victoire sur abandon après trois petits points) et de la Kazakh Yulia Putintseva (3-6, 4-6). Comme en 2023, elle s'arrête au troisième tour à Pékin après avoir renversé la Danoise Clara Tauson (1-6, 7-5, 6-4), ne marquant que quatre jeux contre la Polonaise Magda Linette (4-6, 0-6), revancharde. Elle y remporte le double avec Sara Errani face à Chan Hao-ching et Veronika Kudermetova (6-4, 6-4), ce qui lui permet d'obtenir la neuvième place mondiale dans la discipline, son meilleur classement en carrière.
Paolini continue d'afficher sa régularité à Wuhan, qu'elle joue pour la première fois, s'octroyant plusieurs deux succès sur la locale Yuan Yue (6-4, 6-3) et sur la jeune repêchée Erika Andreeva (6-3, 6-2) qui joue pour la première fois le tournoi comme elle. Elle est défaite en quarts de finale par Zheng Qinwen (2-6, 6-3, 3-6), finaliste en début d'année à l'Open d'Australie et septième au classement WTA. Le 28 octobre, elle atteint la quatrième place mondiale en simple. Pour sa première participation au Masters de fin d'année, elle engrange sa première victoire contre la Kazakh Elena Rybakina (7-6, 6-4), numéro cinq mondiale avant de voir la numéro une Aryna Sabalenka, vainqueur de l'Open d'Australie et de l'US Open et qui termine l'année numéro une, la battre (3-6, 5-7). Jouant sa qualification en demi-finale contre la Chinoise Zheng Qinwen qu'elle n'a jamais battue, elle se fait dominer (1-6, 1-6) et est éliminée du tournoi. Lors de la phase finale de la Coupe Billie Jean King, le double composé par Paolini et Sara Errani remporte le point décisif face à la Pologne (7-5, 7-5) permettant à l'Italie de se qualifier pour la finale. Lors de celle-ci disputée contre la Slovaquie, après la victoire de Lucia Bronzetti face à Viktória Hrunčáková, Jasmine Paolini domine 6-2, 6-1 Rebecca Šramková, permettant ainsi à l'Italie de s'imposer pour la cinquième fois dans l'histoire de la compétition.

### 2025: victoire au WTA 1000 de Rome et finale à Cincinnati
2025 commence par deux victoires tranquilles pour l'Italienne à l'Open d'Australie contre la qualifiée Chinoise Wei Sijia (6-0, 6-4) qui dispute son premier Grand Chelem en carrière ainsi que face à la Mexicaine Renata Zarazúa qui vient de remporter son premier match à Melbourne (6-2, 6-3). Elle est surprise et renversée au troisième tour par l'ancienne numéro trois mondiale Elina Svitolina (6-2, 4-6, 0-6). Elle remporte en février son premier match à Doha, disposant de l'ancienne numéro quatre Caroline Garcia, invitée par les organisateurs (6-3, 6-4) dans la capitale qatarienne avant d'être éliminée par Jeļena Ostapenko en deux manches (2-6, 2-6). Défendant son titre à Dubaï, elle ne fait pas mieux, remportant un match face à la qualifiée Eva Lys (6-2, 7-5) en patientant quatre heures pour disputer la balle de match à cause de la pluie, mais étant sortie en huitièmes, victime au début du deuxième set d'une entorse à la cheville droite contre l'ancienne numéro quatre Sofia Kenin (4-6, 0-6). Comme l'année dernière, elle s'arrête en mars en huitièmes de finale à Indian Wells, sortant difficilement la très jeune invitée Iva Jovic (7-63, 1-6, 6-3) et la Roumaine Jaqueline Cristian (6-4, 3-6, 6-3) avant de voir Liudmila Samsonova l'écarter sèchement (0-6, 4-6). 
Elle rebondit à Miami, écartant d'entrée la Slovaque Rebecca Šramková (6-4, 6-4) qui joue pour la première fois le tournoi, puis profite de l'abandon de l'ancienne numéro deux Ons Jabeur (4-3 ab.), améliorant sa meilleure performance dans le tournoi floridien. Renversante contre l'ancienne numéro une Naomi Osaka (3-6, 6-4, 6-4), elle joue et remporte son quatrième quart de finale en WTA 1000 contre Magda Linette, ancienne demi-finaliste de l'Open d'Australie (6-3, 6-2) pour entrer dans le dernier carré. Attendue par Aryna Sabalenka, finaliste en début de saison à l'Open d'Australie et une semaine plus tôt à Indian Wells, elle ne marque que quatre jeux (2-6, 2-6).
Le 31 mars, elle annonce mettre fin à sa collaboration avec son entraineur depuis 10 ans Renzo Furlan. Deux semaines plus tard, elle officialise le nom de son successeur, Marc López.
Elle revient à Stuttgart, où elle prend l'avantage sur deux locales ayant reçu des invitations, Eva Lys (6-2, 6-1) et Jule Niemeier (6-1, 7-5). Elle vainc sa première Top 10 de la saison en quarts, la jeune Coco Gauff, ancienne finaliste à Roland Garros (6-4, 6-3) mais perd une nouvelle fois contre la numéro une Aryna Sabalenka, titrée récemment à Miami (5-7, 4-6). A Madrid, après avoir infligé une correction à la Britannique Katie Boulter (6-1, 6-2), elle offre une prestation inquiétante contre l'ancienne numéro trois María Sákkari sur le score inverse (2-6, 1-6).
En mai 2025, elle remporte le tournoi WTA 1000 de Rome, s'imposant en finale face à l'Américaine Coco Gauff sur le score de 6-4, 6-2. Elle devient ainsi la première Italienne à décrocher le titre en simple à Rome depuis Raffaella Reggi en 1985. Sur son chemin, elle élimine Ons Jabeur au troisième tour (6-4, 6-3), puis la Russe Diana Shnaider en quart de finale (61-7, 6-4, 6-2), et l'Américaine Peyton Stearns en demi-finale (7-5, 6-1), devenant la première Italienne à atteindre la finale du tournoi depuis Sara Errani en 2014. Cette victoire marque le troisième titre en simple de sa carrière et son deuxième en WTA 1000, après son succès à Dubaï en février 2024. À Roland-Garros, elle retrouve en huitièmes de finale Elina Svitolina et comme en Australie en janvier, l'Italienne est battue par l'Ukrainienne. Paolini a trois balles de match dans le deuxième set mais ne les concrétise pas et elle s'incline (4-6, 7-66, 6-1). Elle avait auparavant battu la Chinoise Yuan Yue (6-1, 4-6, 6-3), l'Australienne Ajla Tomljanović (6-3, 6-3) et la repêchée Yulia Starodubtseva (6-4, 6-1) qui avait remporté ses premiers matchs à Roland Garros.
Elle démarre la saison sur herbe par une défaite contre l'ancienne finaliste double finaliste de Wimbledon, la Tunisienne Ons Jabeur, repêchée (1-6, 3-6) et qui met fin à une série de trois matchs remportées par l'Italienne contre elle, puis s'impose à Bad Homburg devant Leylah Fernandez en deux tie-breaks et contre la Brésilienne Beatriz Haddad Maia (7-5, 7-5) avant de chuter contre la Polonaise ancienne numéro une Iga Świątek (1-6, 3-6) qui rejoint sa première finale de l'année. Défendant les points de sa finale de l'année passée à Wimbledon, elle renverse Anastasija Sevastova (2-6, 6-3, 6-2), ancienne onzième mondiale au Temple mais est elle même battue par la Russe Kamilla Rakhimova qui remporte son premier match ici et bat sa première Top 10 en carrière par la même occasion. Quelques jours après cette défaite, Paolini annonce se séparer de son entraîneur Marc López. L'Italien Federico Gaio succède à López à partir de la tournée nord-américaine. Cela ne l'empêche pas de se faire de nouveau surprendre, cette fois-ci par la jeune Japonaise Aoi Itō (6-2, 5-7, 6-7), 105e mondiale, battant sa première Top 10 et gagnant son premier match en WTA 1000 en carrière, malgré une balle de match obtenue par l'Italienne.
Elle rebondit à Cincinnati, en disposant de plusieurs joueuses de prestige, d'abord pour son entrée en lice contre l'ancienne numéro trois mondiale María Sákkari en deux tie-breaks, puis contre la jeune locale Ashlyn Krueger (7-6, 6-1). Ne laissant que trois jeux contre l'ancienne numéro deux Barbora Krejčíková (6-1, 6-2), elle renverse une des favorites, la locale Coco Gauff (2-6, 6-4, 6-3) en quart de finale pour la troisième fois de la saison. Elle voit la Russe ancienne Top 10 Veronika Kudermetova l'accrocher en demi-finale mais elle s'impose (6-3, 6-7, 6-3) pour rejoindre sa troisième finale en WTA 1000. Jouant sa bête noire, Iga Świątek, vainqueur d'un sixième Grand Chelem à Wimbledon, elle est défaite une nouvelle fois (5-7, 4-6) par la Polonaise.

## Palmarès

### Titres en simple dames
| No | Date       | Nom et lieu du tournoi                      | Catégorie | Dotation    | Surface      | Finaliste       | Score         |          |
| -- | ---------- | ------------------------------------------- | --------- | ----------- | ------------ | --------------- | ------------- | -------- |
| 1  | 13-09-2021 | Zavarovalnica Sava Portorož, Portorož       | WTA 250   | 235 238 $   | Dur (ext.)   | Alison Riske    | 7-64, 6-2     | Parcours |
| 2  | 18-02-2024 | Dubai Duty Free Tennis Championships, Dubaï | WTA 1000  | 3 211 715 $ | Dur (ext.)   | Anna Kalinskaya | 4-6, 7-5, 7-5 | Parcours |
| 3  | 06-05-2025 | Internazionali BNL d'Italia, Rome           | WTA 1000  | 6 009 593 $ | Terre (ext.) | Coco Gauff      | 6-4, 6-2      | Parcours |

### Finales en simple dames
| No | Date       | Nom et lieu du tournoi                    | Catégorie | Dotation     | Surface      | Vainqueure         | Score         |          |
| -- | ---------- | ----------------------------------------- | --------- | ------------ | ------------ | ------------------ | ------------- | -------- |
| 1  | 10-10-2022 | Transylvania Open by Verdino, Cluj-Napoca | WTA 250   | 251 750 $    | Dur (int.)   | Anna Blinkova      | 6-2, 3-6, 6-2 | Parcours |
| 2  | 17-07-2023 | 34th Palermo Ladies Open, Palerme         | WTA 250   | 259 303 $    | Terre (ext.) | Zheng Qinwen       | 6-4, 1-6, 6-1 | Parcours |
| 3  | 16-10-2023 | Jasmin Open Monastir, Monastir            | WTA 250   | 259 303 $    | Dur (ext.)   | Elise Mertens      | 6-3, 6-0      | Parcours |
| 4  | 27-05-2024 | Roland-Garros, Paris                      | G. Chelem | 53 478 000 € | Terre (ext.) | Iga Świątek        | 6-2, 6-1      | Parcours |
| 5  | 01-07-2024 | Wimbledon, Londres                        | G. Chelem | NC           | Gazon (ext.) | Barbora Krejčíková | 6-2, 2-6, 6-4 | Parcours |
| 6  | 07-08-2025 | Cincinnati Open, Cincinnati               | WTA 1000  | 5 152 599 $  | Dur (ext.)   | Iga Świątek        | 7-5, 6-4      | Parcours |

### Titres en double dames
| No | Date       | Nom et lieu du tournoi             | Catégorie     | Dotation     | Surface      | Partenaire    | Finalistes                           | Score             |          |
| -- | ---------- | ---------------------------------- | ------------- | ------------ | ------------ | ------------- | ------------------------------------ | ----------------- | -------- |
| 1  | 06-07-2021 | Hamburg European Open Hambourg     | WTA 250       | 235 238 $    | Terre (ext.) | Jil Teichmann | Astra Sharma Rosalie van der Hoek    | 6-0, 6-4          | Parcours |
| 2  | 16-10-2023 | Jasmin Open Monastir Monastir      | WTA 250       | 259 303 $    | Dur (ext.)   | Sara Errani   | Mai Hontama Natalija Stevanović      | 2-6, 7-64, [10-6] | Parcours |
| 3  | 29-01-2024 | Upper Austria Ladies Linz Linz     | WTA 500       | 922 573 $    | Dur (int.)   | Sara Errani   | Nicole Melichar-Martinez Ellen Perez | 7-5, 4-6, [10-7]  | Parcours |
| 4  | 07-05-2024 | Internazionali BNL d'Italia Rome   | WTA 1000      | 5 509 771 $  | Terre (ext.) | Sara Errani   | Coco Gauff Erin Routliffe            | 6-3, 4-6, [10-8]  | Parcours |
| 5  | 27-07-2024 | Summer Olympic Tennis Event Paris  | J. olympiques | NC           | Terre (ext.) | Sara Errani   | Mirra Andreeva · Diana Shnaider      | 2-6, 6-1, [10-7]  | Parcours |
| 6  | 25-09-2024 | China Open Pékin                   | WTA 1000      | 8 955 610 $  | Dur (ext.)   | Sara Errani   | Chan Hao-ching Veronika Kudermetova  | 6-4, 6-4          | Parcours |
| 7  | 09-02-2025 | Qatar TotalEnergies Open 2025 Doha | WTA 1000      | 3 654 963 $  | Dur (ext.)   | Sara Errani   | Jiang Xinyu Wu Fang-hsien            | 7-5, 7-610        | Parcours |
| 8  | 06-05-2025 | Internazionali BNL d'Italia Rome   | WTA 1000      | 6 009 593 $  | Terre (ext.) | Sara Errani   | Veronika Kudermetova Elise Mertens   | 6-4, 7-5          | Parcours |
| 9  | 27-05-2025 | Roland-Garros Paris                | G. Chelem     | 56 352 000 € | Terre (ext.) | Sara Errani   | Anna Danilina Aleksandra Krunić      | 6-4, 2-6, 6-1     | Parcours |

### Finales en double dames
| No | Date       | Nom et lieu du tournoi           | Catégorie | Dotation     | Surface      | Vainqueures                       | Partenaire  | Score            |          |
| -- | ---------- | -------------------------------- | --------- | ------------ | ------------ | --------------------------------- | ----------- | ---------------- | -------- |
| 1  | 04-01-2022 | Melbourne Summer Set 1 Melbourne | WTA 250   | 239 477 $    | Dur (ext.)   | Asia Muhammad Jessica Pegula      | Sara Errani | 6-3, 6-1         | Parcours |
| 2  | 29-05-2024 | Roland-Garros Paris              | G. Chelem | 53 478 000 € | Terre (ext.) | Coco Gauff Kateřina Siniaková     | Sara Errani | 7-65, 6-3        | Parcours |
| 3  | 16-06-2025 | Berlin Tennis Open Berlin        | WTA 500   | 1 064 510 $  | Gazon (ext.) | Tereza Mihalíková Olivia Nicholls | Sara Errani | 4-6, 6-2, [10-6] | Parcours |

### Titres en simple en WTA 125
| No | Date       | Nom et lieu du tournoi        | Catégorie | Dotation  | Surface      | Finaliste       | Score     |          |
| -- | ---------- | ----------------------------- | --------- | --------- | ------------ | --------------- | --------- | -------- |
| 1  | 07-06-2021 | Croatia Bol Open, Bol         | WTA 125   | 115 000 $ | Terre (ext.) | Arantxa Rus     | 6-2, 7-64 | Parcours |
| 2  | 15-05-2023 | Firenze Ladies Open, Florence | WTA 125   | 115 000 $ | Terre (ext.) | Taylor Townsend | 6-3, 7-5  | Parcours |

### Finales en simple en WTA 125
| No | Date       | Nom et lieu du tournoi                         | Catégorie | Dotation  | Surface      | Vainqueure        | Score          |          |
| -- | ---------- | ---------------------------------------------- | --------- | --------- | ------------ | ----------------- | -------------- | -------- |
| 1  | 03-05-2021 | L'Open 35 de Saint-Malo, Saint-Malo            | WTA 125   | 115 000 $ | Terre (ext.) | Viktorija Golubic | 6-1, 6-3       | Parcours |
| 2  | 05-06-2023 | Makarska International Championships, Makarska | WTA 125   | 115 000 $ | Terre (ext.) | Mayar Sherif      | 2-6, 7-66, 7-5 | Parcours |

## Parcours en Grand Chelem

### Finales (2)
| Année | Tournoi       | Adversaire en finale | Score         |
| 2024  | Roland-Garros | Iga Świątek          | 2-6, 1-6      |
| 2024  | Wimbledon     | Barbora Krejčíková   | 2-6, 6-2, 4-6 |

### En simple dames
| Année | Open d'Australie | Open d'Australie     | Internationaux de France | Internationaux de France | Wimbledon       | Wimbledon          | US Open         | US Open             |
| ----- | ---------------- | -------------------- | ------------------------ | ------------------------ | --------------- | ------------------ | --------------- | ------------------- |
| 2017  | Q1               | Rebecca Šramková     | Q1                       | B. Mattek-Sands          | Q2              | Jana Fett          | Q2              | Miyu Kato           |
| 2018  | Q1               | Barbora Krejčíková   | Q1                       | Vitalia Diatchenko       | Q1              | Sabina Sharipova   | Q2              | Karolína Muchová    |
| 2019  | Q1               | Veronika Kudermetova | 1er tour (1/64)          | Daria Kasatkina          | Q1              | Varvara Flink      | Q2              | Elena-Gabriela Ruse |
| 2020  | 1er tour (1/64)  | Anna Blinkova        | 2e tour (1/32)           | Petra Kvitová            | Annulé          | Annulé             | 1er tour (1/64) | Caroline Garcia     |
| 2021  | 1er tour (1/64)  | Karolína Plíšková    | 2e tour (1/32)           | María Sákkari            | 1er tour (1/64) | Andrea Petkovic    | 2e tour (1/32)  | Victoria Azarenka   |
| 2022  | 1er tour (1/64)  | Elena-Gabriela Ruse  | 1er tour (1/64)          | Irina-Camelia Begu       | 1er tour (1/64) | Petra Kvitová      | 1er tour (1/64) | Iga Świątek         |
| 2023  | 1er tour (1/64)  | Liudmila Samsonova   | 2e tour (1/32)           | Olga Danilović           | 1er tour (1/64) | Petra Kvitová      | 1er tour (1/64) | Jeļena Ostapenko    |
| 2024  | 1/8 de finale    | Anna Kalinskaya      | Finale                   | Iga Świątek              | Finale          | Barbora Krejčíková | 1/8 de finale   | Karolína Muchová    |
| 2025  | 3e tour (1/16)   | Elina Svitolina      | 1/8 de finale            | Elina Svitolina          | 2e tour (1/32)  | Kamilla Rakhimova  |                 |                     |

N.B. : à droite du résultat se trouve le nom de l'ultime adversaire.

### En double dames
| Année | Open d'Australie                                                                      | Open d'Australie                                                                     | Internationaux de France                                                           | Internationaux de France                                                             | Wimbledon                                                                        | Wimbledon | US Open | US Open |
| ----- | ------------------------------------------------------------------------------------- | ------------------------------------------------------------------------------------ | ---------------------------------------------------------------------------------- | ------------------------------------------------------------------------------------ | -------------------------------------------------------------------------------- | --------- | ------- | ------- |
| 2020  | —                                                                                     | —                                                                                    | 2e tour (1/16) V. Gracheva \|\| style="text-align:left;" \| A. Mitu P.M. Țig       | Annulé                                                                               | Annulé                                                                           | —         | —       |         |
| 2021  | 3e tour (1/8) A. Bolsova \|\| style="text-align:left;" \| D. Jurak N. Stojanović      | 1er tour (1/32) N. Stojanović \|\| style="text-align:left;" \| A. Muhammad J. Pegula | —                                                                                  | —                                                                                    | 1er tour (1/32) J. Teichmann \|\| style="text-align:left;" \| S. Stosur Zhang S. |           |         |         |
| 2022  | 2e tour (1/16) H. Watson \|\| style="text-align:left;" \| M. Kostyuk D. Yastremska    | 1er tour (1/32) M. Trevisan \|\| style="text-align:left;" \| L. Hradecká S. Mirza    | 1er tour (1/32) M. Trevisan \|\| style="text-align:left;" \| N. Bains M. Lumsden   | —                                                                                    | —                                                                                |           |         |         |
| 2023  | 1er tour (1/32) M. Trevisan \|\| style="text-align:left;" \| O. Kalashnikova A. Parks | 2e tour (1/16) M. Trevisan \|\| style="text-align:left;" \| D. Krawczyk D. Schuurs   | 1er tour (1/32) M. Trevisan \|\| style="text-align:left;" \| E. Hozumi R. Masarova | 1er tour (1/32) Wang X. \|\| style="text-align:left;" \| V. Kudermetova L. Samsonova |                                                                                  |           |         |         |
| 2024  | 1/8 de finale S. Errani \|\| style="text-align:left;" \| Hsieh S.-w. E. Mertens       | Finale S. Errani                                                                     | K. Siniaková C. Gauff                                                              | 1/8 de finale S. Errani \|\| style="text-align:left;" \| C. Gauff J. Pegula          | 2e tour (1/16) S. Errani \|\| style="text-align:left;" \| H. Dart D. Parry       |           |         |         |
| 2025  | 2e tour (1/16) S. Errani \|\| style="text-align:left;" \| M. Andreeva D. Shnaider     | Victoire S. Errani                                                                   | A. Danilina A. Krunić                                                              | 2e tour (1/16) S. Errani \|\| style="text-align:left;" \| Chan H.-c. B. Krejčíková   |                                                                                  |           |         |         |

N.B. : le nom de la partenaire se trouve sous le résultat ; les noms des ultimes adversaires se trouvent à droite.

## Parcours en «Premier» et WTA 1000
Les tournois WTA « Premier Mandatory » et « Premier 5 » (entre 2009 et 2020) et WTA 1000 (à partir de 2021) constituent les catégories d'épreuves les plus prestigieuses, après les quatre levées du Grand Chelem. 

De 2009 à 2023, les tournois Premier Mandatory (dits tournois WTA 1000 obligatoires entre 2021 et 2023) regroupent Indian Wells, Miami, Madrid et Pékin, les autres constituant les tournois Premier 5 (tournois WTA 1000 non-obligatoires). À partir de 2024, le nombre de tournois WTA 1000 passe à 10 par saison (fin de l’alternance Doha / Dubaï), ces derniers devenant tous obligatoires et offrant tous 1000 points à la vainqueure (contre 900 points précédemment pour les tournois Premier 5).

### En simple dames
| Année |       |                            |                         |                            |                                |                           |                              |                         |                                |                            |  |                            |
| Doha  | Dubaï | Indian Wells               | Miami                   | Madrid                     | Rome                           | Canada                    | Cincinnati                   | Pékin                   |                                | Wuhan                      |  |                            |
| Doha  | Dubaï | Indian Wells               | Miami                   | Madrid                     | Rome                           | Canada                    | Cincinnati                   | Pékin                   | Guadalajara                    |                            |  |                            |
| Doha  | Dubaï | Indian Wells               | Miami                   | Madrid                     | Rome                           | Canada                    | Cincinnati                   | Pékin                   |                                |                            |  |                            |
| 2020  |       |                            | WTA 500                 | Annulé                     | Annulé                         | Annulé                    | 2e tour (1/16) S. Halep      | Annulé                  |                                | Annulé                     |  | Annulé                     |
| 2021  |       | WTA 500                    |                         | 3e tour (1/16) J. Pegula   |                                |                           |                              |                         | 1er tour (1/32) V. Kudermetova | Annulé                     |  | Annulé                     |
| 2022  |       | 1er tour (1/32) E. Mertens | WTA 500                 | 3e tour (1/16) V. Golubic  | 1er tour (1/64) E. Alexandrova | 1er tour (1/32) O. Jabeur | 1er tour (1/32) J. Teichmann |                         |                                | Hors calendrier            |  |                            |
| 2023  |       | WTA 500                    | 1er tour (1/32) M. Keys | 1er tour (1/64) T. Maria   | 1er tour (1/64) M. Björklund   | 1er tour (1/64) M. Fręch  | 2e tour (1/32) E. Rybakina   | 3e tour (1/8) J. Pegula | 1/4 de finale C. Gauff         | 3e tour (1/8) A. Sabalenka |  | 2e tour (1/16) M. Trevisan |
| 2024  |       | 1er tour (1/32) E. Navarro | Victoire A. Kalinskaya  | 4e tour (1/8) A. Potapova  | 3e tour (1/16) E. Navarro      | 4e tour (1/8) M. Andreeva | 2e tour (1/32) M. Sherif     |                         | 3e tour (1/8) M. Andreeva      | 3e tour (1/16) M. Linette  |  | 1/4 de finale Zheng Q.     |
| 2025  |       | 3e tour (1/8) J. Ostapenko | 3e tour (1/8) S. Kenin  | 4e tour (1/8) L. Samsonova | 1/2 finale A. Sabalenka        | 3e tour (1/16) M. Sákkari | Victoire C. Gauff            | 2e tour (1/32) A. Itō   | Finale I. Świątek              |                            |  |                            |

Sous le résultat, l’ultime adversaire.
1. 1 2   Les tournois de Doha et Dubaï alternent le statut de tournoi WTA 1000 (ex Premier 5) entre 2009 et 2023 : les trois premières éditions ont lieu à Dubaï, les trois suivantes à Doha, puis Dubaï accueille le tournoi de cette catégorie les années impaires et Dubaï les années paires. De 2011 à 2023, la ville qui n’accueille pas de WTA 1000 organise à la place un tournoi WTA 500 (ex Premier).
2. 1 2 3 4 5 6 7   L’ordre de déroulement des tournois a évolué depuis 2009 : Rome se dispute avant Madrid et Cincinnati avant Montréal/Toronto jusqu’en 2010, tandis que Tokyo (2009-2013)-Wuhan (2014-2019, 2024-)-Guadalajara (2022-2023) ont lieu avant Pékin jusqu’en 2023.
3. 1 2 3 4 5 6 7 8  Du fait de la pandémie de Covid-19, les tournois d’Indian Wells, de Miami, de Madrid, du Canada, de Wuhan et de Pékin sont annulés en 2020. Ces deux derniers le sont également en 2021. Pour des raisons d’organisation, le tournoi de Cincinnati 2020 a exceptionnellement lieu à Flushing Meadows à New York.
4. ↑  Le 1er décembre 2021, le président de la WTA, Steve Simon, annonce que tous les tournois prévus en Chine et à Hong Kong sont suspendus à partir de 2022, en raison de préoccupations concernant la sécurité et le bien-être de la joueuse de tennis chinoise Peng Shuai après ses allégations de relations sexuelles non-consenties avec Zhang Gaoli, membre de haut rang du Parti communiste chinois. Le tournoi de Pékin revient en 2023. Le tournoi de Guadalajara remplace celui de Wuhan pendant deux ans, ce dernier réapparaissant en 2024.

## Parcours aux Jeux olympiques

### En simple dames
| # | Date       | Nom de l'olympiade         | Surface             | Résultat        | Ultime adversaire         | Score         |          |
| - | ---------- | -------------------------- | ------------------- | --------------- | ------------------------- | ------------- | -------- |
| 1 | 31/07/2021 | Olympic Tennis Event Tokyo | Dur (ext.)          | 1er tour (1/32) | Petra Kvitová             | 6-4, 6-3      | Parcours |
| 2 | 27/07/2024 | Olympic Tennis Event Paris | Terre battue (ext.) | 1/8 de finale   | Anna Karolína Schmiedlová | 7-5, 3-6, 7-5 | Parcours |

### En double dames
| # | Date       | Nom de l'olympiade         | Surface             | Résultat      | Partenaire  | Ultimes adversaires               | Score            |          |
| - | ---------- | -------------------------- | ------------------- | ------------- | ----------- | --------------------------------- | ---------------- | -------- |
| 1 | 31/07/2021 | Olympic Tennis Event Tokyo | Dur (ext.)          | 1/8 de finale | Sara Errani | Lyudmyla Kichenok Nadiia Kichenok | 7-64, 6-2        | Parcours |
| 2 | 27/07/2024 | Olympic Tennis Event Paris | Terre battue (ext.) | Or            | Sara Errani | Mirra Andreeva · Diana Shnaider   | 2-6, 6-1, [10-7] | Parcours |

## Classements WTA en fin de saison
| Année          | 2013 | 2014 | 2015 | 2016 | 2017 | 2018 | 2019 | 2020 | 2021 | 2022 | 2023 | 2024 |
| Rang en simple | 624  | 327  | 581  | 245  | 137  | 190  | 105  | 95   | 53   | 59   | 30   | 4    |
| Rang en double | 927  | –    | –    | 959  | –    | 758  | 947  | 263  | 166  | 141  | 97   | 10   |

Source : (en) Classements de Jasmine Paolini sur le site officiel de la Fédération internationale de tennis

## Records et statistiques

### Confrontations avec ses principales adversaires
Confrontations lors des différents tournois WTA avec ses principales adversaires (5 confrontations minimum et avoir été membre du top 10). Classement par pourcentage de victoires. Situation au 18 août 2025 :
Les joueuses retraitées sont en gris.
| Joueuse              | Meilleur classement | Confrontations | Victoires | Défaites | Pourcentage de victoires | Dernière confrontation                      |
| -------------------- | ------------------- | -------------- | --------- | -------- | ------------------------ | ------------------------------------------- |
| Iga Świątek          | 1                   | 6              | 0         | 6        | 0                        | défaite (5-7, 4-6) à Cincinnati 2025        |
| Karolína Muchová     | 8                   | 5              | 0         | 5        | 0                        | défaite (2-6, 2-6) à l'United Cup 2025      |
| Jessica Pegula       | 3                   | 5              | 0         | 5        | 0                        | défaite (4-6, 0-6) à Montréal 2023          |
| Aryna Sabalenka      | 1                   | 7              | 2         | 5        | 28,6                     | défaite (5-7, 4-6) à Stuttgart 2025         |
| Caroline Garcia      | 4                   | 8              | 3         | 5        | 37,5                     | victoire (6-3, 6-4) à Doha 2025             |
| Veronika Kudermetova | 9                   | 5              | 2         | 3        | 40                       | victoire (6-3, 62-7, 6-3) à Cincinnati 2025 |
| Ons Jabeur           | 2                   | 6              | 3         | 3        | 50                       | défaite (1-6, 3-6) à Berlin 2025            |
| Daria Kasatkina      | 8                   | 6              | 3         | 3        | 50                       | défaite (6-3, 5-7, 3-6) à Eastbourne 2024   |
| Coco Gauff           | 2                   | 5              | 3         | 2        | 60                       | victoire (2-6, 6-4, 6-3) à Cincinnati 2025  |
| Elena Rybakina       | 3                   | 5              | 3         | 2        | 60                       | victoire (7-65, 6-4) au Masters 2024        |

### Victoires sur le top 10
Toutes ses victoires sur des joueuses classées dans le top 10 de la WTA lors de la rencontre.
| Légende         |
| Grand Chelem    |
| Jeux olympiques |
| Masters         |
| WTA 1000        |
| WTA 500         |
| WTA 250         |
| Fed Cup         |

| # | Rang  |  | Tournoi       | Année | Surface             |  | Adversaire      | Rang  | Tour   | Score         | Tableau |
| - | ----- |  | ------------- | ----- | ------------------- |  | --------------- | ----- | ------ | ------------- | ------- |
| 1 | no 46 |  | Indian Wells  | 2022  | Dur                 |  | Aryna Sabalenka | no 3  | 1/32   | 2-6, 6-3, 6-3 | Tableau |
| 2 | no 43 |  | Cincinnati    | 2023  | Dur                 |  | Elena Rybakina  | no 4  | 1/8    | 4-6, 5-2 ab.  | Tableau |
| 3 | no 31 |  | Zhengzhou     | 2023  | Dur                 |  | Caroline Garcia | no 10 | 1/16   | 3-6, 6-4, 7-5 | Tableau |
| 4 | no 14 |  | Stuttgart     | 2024  | Terre battue (int.) |  | Ons Jabeur      | no 9  | 1/8    | 7-68, 6-4     | Tableau |
| 5 | no 15 |  | Roland-Garros | 2024  | Terre battue        |  | Elena Rybakina  | no 4  | 1/4    | 6-2, 4-6, 6-4 | Tableau |
| 6 | no 4  |  | Masters       | 2024  | Dur (int.)          |  | Elena Rybakina  | no 5  | RR     | 7-65, 6-4     | Tableau |
| 7 | no 6  |  | Stuttgart     | 2025  | Terre battue (int.) |  | Coco Gauff      | no 4  | 1/4    | 6-4, 6-3      | Tableau |
| 8 | no 5  |  | Rome          | 2025  | Terre battue        |  | Coco Gauff      | no 3  | Finale | 6-4, 6-2      | Tableau |
| 9 | no 9  |  | Cincinnati    | 2025  | Dur                 |  | Coco Gauff      | no 2  | 1/4    | 2-6, 6-4, 6-3 | Tableau |

## Distinction
- Membre de l'équipe de double de l'année aux WTA Awards 2024, associée à Sara Errani[69].